# Jiří Řecký a Dánský
Jiří Řecký a Dánský (24. června 1869, Korfu – 25. listopadu 1957, Saint-Cloud) byl druhým synem řeckého krále Jiřího I. a jeho manželky Olgy Konstantinovny Romanovové. Je znám především tím, že zachránil život svému bratranci, budoucímu ruskému carovi Mikuláši II. během jejich společného výletu do Japonska v roce 1891. Sloužil jako vysoký komisař Krétského státu během jeho přechodu k nezávislosti na osmanské nadvládě a spojení s Řeckem.

## Mládí
Od roku 1883 žil Jiří s mladším bratrem svého otce, princem Valdemarem, v paláci Bernstorff u Kodaně. Královna odvezla chlapce do Dánska, aby narukoval do dánského královského námořnictva, a předala ho do péče Valdemara, který byl admirálem dánské flotily. Jiří se cítil cítil opuštěný svým otcem a později své snoubence popsal hlubokou náklonnost, kterou si od toho dne vyvinul ke svému strýci.
V roce 1891 Jiří doprovázel svého bratrance, cesareviče Mikuláše na jeho cestě po Asii a v Japonsku ho zachránil při pokusu o atentát, který se stal známý jako atentát v Ōtsu.

## Řecké snahy
Jiří se spolu se svými bratry Konstantinem a Mikulášem podílel na organizaci letních olympijských her v roce 1896 v Aténách. Jiří sloužil jako prezident podvýboru pro námořní sporty. Působil také jako rozhodčí pro soutěž ve vzpírání a svou sílu demonstroval odstraněním závaží na konci akce.
Přestože byla velká část moderního Řecka od 20. let 19. století nezávislá, Kréta zůstala v rukách Osmanů. Po zbytek 19. století se na ostrově uskutečnilo mnoho povstání a protestů. Řecké vojsko dorazilo v roce 1897 na ostrov, aby jej anektovalo a došlo k jednání velmocí, které ostrov obsadily a rozdělily na britské, francouzské, ruské a italské oblasti kontroly.
V roce 1898 byly vykázány turecké jednotky a byla ustavena národní vláda, stále nominálně pod osmanskou suzerenitou. Princ Jiří, ani ne třicetiletý, byl jmenován vysokým komisařem a bylo částečně zvoleno a částečně jmenováno společné muslimsko-křesťanské shromáždění. Krétským nacionalistům to však nepřišlo dostatečné.
Vůdcem hnutí pro spojení Kréty s Řeckem byl Eleftherios Venizelos. Bojoval v dřívějších povstáních a nyní byl členem Shromáždění, ve kterém působil jako ministr spravedlnosti prince Jiřího. Brzy se oba muži stali oponenty. Jiří, zarytý monarchista, převzal absolutní moc. Venizelos proti tomu vedl opozici. V roce 1905 svolal v Therisu, v kopcích poblíž Chanie, tehdejšího hlavního města ostrova, ilegální revoluční shromáždění, „Therisovou vzpouru“.
Během vzpoury zůstalo nově vzniklé krétské četnictvo věrné Jiřímu. V tomto těžkém období bylo krétské obyvatelstvo rozdělené: při volbách v roce 1906 se pro princi nakloněnou stranu rozhodlo 38 127 voličů, pro stranu Venizela 33 279. Četnictvo ALE dokázalo plnit své povinnosti, aniž by se postavilo na jednu stranu. Nakonec britští diplomaté zprostředkovali vyrovnání a v září 1906 byl princ Jiří nahrazen bývalým řeckým premiérem Alexandrem Zaimem a opustil ostrov. V roce 1908 krétský sněm jednostranně vyhlásil enosis (unii) s Řeckem.
V říjnu 1912 se Jiří vrátil z Paříže do Athén, aby se mohl připojit k námořnímu ministerstvu, když se Řecko připravovalo na válku proti Turecku. Později sloužil jako pobočník svého otce krále Jiřího, který byl však v březnu 1913 zavražděn. Jiří poté odjel do Kodaně, aby tam vyřídil otcovy finanční záležitosti, protože nikdy nepřestal být dánským princem.

## Manželství a rodina

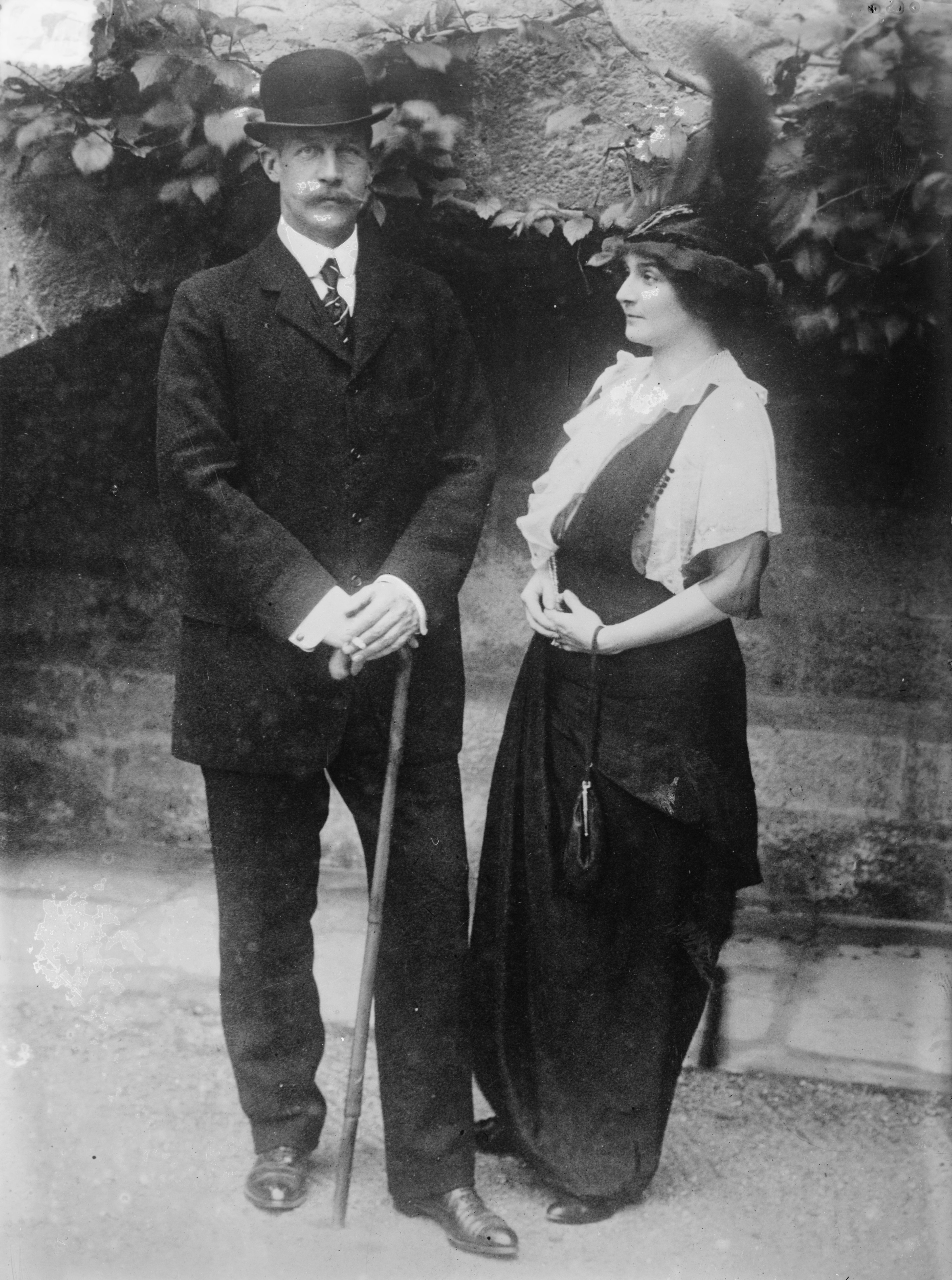
Princ Jiří a jeho manželka Marie Bonaparte, asi 1910-1915

Po pařížském obědě mezi králem Jiřím a princem Rolandem Bonapartem v září 1906, během něhož král souhlasil s vyhlídkou na sňatek mezi jejich dětmi, se Jiří dne 19. července 1907 v domě Bonapartových v Paříži setkal s Rolandovou dcerou Marií (2. července 1882 – 21. září 1962). Členka necísařské větve Bonapartovské dynastie byla po matce dědičkou jmění kasina Blanc.

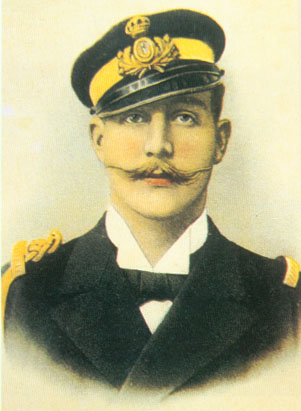
Princ Jiří v uniformě.

Přestože byl Jiří homosexuál, který žil většinu roku se svým strýcem Valdemarem Dánským, s nímž měl dlouhodobý vztah, dvacet osm dní se Marii poslušně dvořil. Svěřil se jí, že zažil velká zklamání, když jeho role v incidentu Otsu a krétské místodržitelství byly nesprávně interpretovány a nedoceněny jak jednotlivci, tak vládami, o kterých se domníval, že by to měli vědět lépe. Připustil také, že navzdory tomu, že zná její naděje, se nemůže zavázat k trvalému životu ve Francii, protože musí zůstat připraven převzít královské povinnosti v Řecku nebo na Krétě, bude-li k tomu vyzván. Jakmile byla jeho nabídka k sňatku předběžně přijata, otec nevěsty byl ohromen, když se Jiří vzdal jakékoli smluvní doložky zaručující rentu nebo dědictví po Marii; ponechala by si a spravovala své vlastní jmění (úvěr vynášející 800 000 franků ročně) a dědictví by obdržely pouze jejich budoucí děti.
Občanský sňatek Jiřího a Marie se uskutečnil 21. listopadu 1907 v Paříži, řecký pravoslavný obřad se konal v Athénách následujícího prosince a Jiřího strýc Valdemar Dánský při něm působil jako koumbaros. V březnu Marie otěhotněla a jak bylo dohodnuto, pár se vrátil do Francie, aby se usadil. Když Jiří přivedl svou nevěstu do Bernstorffu na první rodinnou návštěvu, Valdemarova manželka Marie Orleánská se snažila vysvětlit Marii Bonaparte intimitu, která spojovala strýce a synovce; jejich vztah byl tak hluboký, že na konci každé z několika ročních Jiřího návštěv v Bernstorffu plakal a Valdemar onemocněl; jejich ženy se naučily trpělivosti nezasahovat do soukromých chvil svých manželů. Během první z těchto návštěv se Marie Bonaparte a Valdemar zapletli do druhu vášnivých intimností, na které se těšila se svým manželem, který si je však užíval jen zprostředkovaně, když seděl nebo ležel vedle své manželky a strýce. Při pozdější návštěvě Marie Bonaparte vášnivě flirtovala s princem Aagem, Valdemarovým nejstarším synem. Ani v jednom případě se nezdá, že by Jiří protestoval nebo že by se cítil povinen věnovat této záležitosti jakoukoli pozornost. Jiří si u manželky stěžoval na strýcovu manželku Marii Orleánskou, kterou kritizoval za přílišné pití alkoholu a její poměr s manželovým stájníkem. Marie Bonaparte však na tetě svého manžela neshledala žádnou chybu, spíše obdivovala shovívavost a nezávislost Valdemarovy manželky za okolností, které jí samotné působily zmatek a odcizení od vlastního manžela.
Od roku 1913 do začátku roku 1916 Jiřího manželka intenzivně flirtovala s francouzským premiérem Aristidem Briandem, se kterým měla až do května 1919 románek. V roce 1915 Briand napsal Marii, že poté, co poznal prince Jiřího a má ho rád, se cítí provinile kvůli jejich tajné vášni. Jiří se ho snažil přesvědčit, že Řecko, které bylo během první světové války oficiálně neutrální, ale podezřelé ze sympatií k ústředním mocnostem, skutečně doufalo ve vítězství spojenců. Možná ovlivnil Brianda, aby podpořil katastrofální spojeneckou výpravu proti Turkům v Soluni. Když se princ a princezna v červenci 1915 po návštěvě u nemocného krále Konstantina I. v Řecku vrátili do Francie, její románek s Briandem se stal notoricky známým a Jiří vyjádřil zdrženlivou žárlivost. V prosinci 1916 francouzská flotila bombardovala Athény a v Paříži byl Briand střídavě podezřelý z toho, že svedl Marii v marném pokusu přivést Řecko na stranu spojenců, nebo že se jí nechal svést, aby sesadil Konstantina a dosadil Jiřího na trůn.
Přestože byl v přátelském vztahu s mentorem své ženy Sigmundem Freudem, v roce 1925 Jiří požádal Marii, aby se vzdala své práce psychoanalytičky a mohla se věnovat jejich rodinnému životu, ale ona odmítla. Když se v roce 1938 z novin dozvěděl, že se jeho jediný syn oženil s ruskou neurozenou občankou, zakázal mu Jiří vrátit se domů a odmítl se s jeho ženou vůbec setkat.
Princ Jiří měl se svou manželkou Marií dvě děti, jejichž řecká jména zněla Petros a Evgenia:
- Petr Řecký a Dánský (3. prosince 1908 – 15. října 1980); antropolog, který ztratil svá dynastická práva v Řecku po sňatku s dvakrát rozvedenou neurozenou občankou. Neměl potomky.
- Evženie Řecká a Dánská (10. února 1910 – 13. února 1989); poprvé se provdala za Dominika Rainera Radziwiłła, se kterým se v roce 1946 rozvedla. Jejím druhým manželem byl od roku 1949 Jeho Jasnost princ Raimundo della Torre e Tasso, vévoda z Castel Duino, v roce 1965 se rozvedli. Z obou manželství měla děti.

V roce 1948 byl princ Jiří jmenován jedním z kmotrů svého prasynovce, britského prince Karla, jehož dalšími kmotry byli britský král Jiří VI., norský král Haakon VII., královna Marie, princezna Margaret, markýza vdova z Milford Havenu, lady Pamela Brabourneová a David Bowes-Lyon.

## Úmrtí
21. listopadu 1957 princezna Marie a princ Jiří oslavili zlaté výročí svatby. Princ Jiří zemřel 25. listopadu 1957 ve věku osmdesáti osmi let jako nejdéle žijící Oldenburk své generace. Byl pohřben s dánskou a řeckou vlajkou, snubním prstenem, pramenem Valdemarových vlasů, Valdemarovou fotografií a hlínou z Bernstorffu na královském hřbitově Tatoi. Princ Jiřím byl posledním žijícím potomkem krále Jiřího a královny Olgy.
Georgioupolis, pobřežní letovisko mezi Chanií a Rethimnem, bylo pojmenováno po něm.

## Vývod z předků
|                     |                                                               |  |                |                                         |  |  |  |  |  |  |  | Fridrich Karel Ludvík Šlesvicko-Holštýnsko-Sonderbursko-Beckský |
|                     |                                                               |  |                |                                         |  |  |  |  |  |  |  |                                                                 |
|                     | Fridrich Vilém Šlesvicko-Holštýnsko-Sonderbursko-Glücksburský |  |                |                                         |  |  |  |  |  |  |  |                                                                 |
|                     |                                                               |  |                |                                         |  |  |  |  |  |  |  |                                                                 |
|                     |                                                               |  |                | Frederika Schliebenská                  |  |  |  |  |  |  |  |                                                                 |
|                     |                                                               |  |                |                                         |  |  |  |  |  |  |  |                                                                 |
|                     | Kristián IX. Dánský                                           |  |                |                                         |  |  |  |  |  |  |  |                                                                 |
|                     |                                                               |  |                |                                         |  |  |  |  |  |  |  |                                                                 |
|                     |                                                               |  |                | Karel Hesensko-Kasselský                |  |  |  |  |  |  |  |                                                                 |
|                     |                                                               |  |                |                                         |  |  |  |  |  |  |  |                                                                 |
|                     | Luisa Karolina Hesensko-Kasselská                             |  |                |                                         |  |  |  |  |  |  |  |                                                                 |
|                     |                                                               |  |                |                                         |  |  |  |  |  |  |  |                                                                 |
|                     |                                                               |  |                | Luisa Dánská a Norská                   |  |  |  |  |  |  |  |                                                                 |
|                     |                                                               |  |                |                                         |  |  |  |  |  |  |  |                                                                 |
|                     | Jiří I. Řecký                                                 |  |                |                                         |  |  |  |  |  |  |  |                                                                 |
|                     |                                                               |  |                |                                         |  |  |  |  |  |  |  |                                                                 |
|                     |                                                               |  |                | Fridrich Hesensko-Kasselský             |  |  |  |  |  |  |  |                                                                 |
|                     |                                                               |  |                |                                         |  |  |  |  |  |  |  |                                                                 |
|                     | Vilém Hesensko-Kasselský                                      |  |                |                                         |  |  |  |  |  |  |  |                                                                 |
|                     |                                                               |  |                |                                         |  |  |  |  |  |  |  |                                                                 |
|                     |                                                               |  |                | Karolina Nasavsko-Usingenská            |  |  |  |  |  |  |  |                                                                 |
|                     |                                                               |  |                |                                         |  |  |  |  |  |  |  |                                                                 |
|                     | Luisa Hesensko-Kasselská                                      |  |                |                                         |  |  |  |  |  |  |  |                                                                 |
|                     |                                                               |  |                |                                         |  |  |  |  |  |  |  |                                                                 |
|                     |                                                               |  |                | Frederik Dánský                         |  |  |  |  |  |  |  |                                                                 |
|                     |                                                               |  |                |                                         |  |  |  |  |  |  |  |                                                                 |
|                     | Luisa Šarlota Dánská                                          |  |                |                                         |  |  |  |  |  |  |  |                                                                 |
|                     |                                                               |  |                |                                         |  |  |  |  |  |  |  |                                                                 |
|                     |                                                               |  |                | Žofie Frederika Meklenbursko-Zvěřínská  |  |  |  |  |  |  |  |                                                                 |
|                     |                                                               |  |                |                                         |  |  |  |  |  |  |  |                                                                 |
| Jiří Řecký a Dánský |                                                               |  |                |                                         |  |  |  |  |  |  |  |                                                                 |
|                     |                                                               |  |                |                                         |  |  |  |  |  |  |  |                                                                 |
|                     |                                                               |  | Pavel I. Ruský |                                         |  |  |  |  |  |  |  |                                                                 |
|                     |                                                               |  |                |                                         |  |  |  |  |  |  |  |                                                                 |
|                     | Mikuláš I. Pavlovič                                           |  |                |                                         |  |  |  |  |  |  |  |                                                                 |
|                     |                                                               |  |                |                                         |  |  |  |  |  |  |  |                                                                 |
|                     |                                                               |  |                | Žofie Dorota Württemberská              |  |  |  |  |  |  |  |                                                                 |
|                     |                                                               |  |                |                                         |  |  |  |  |  |  |  |                                                                 |
|                     | Konstantin Nikolajevič Ruský                                  |  |                |                                         |  |  |  |  |  |  |  |                                                                 |
|                     |                                                               |  |                |                                         |  |  |  |  |  |  |  |                                                                 |
|                     |                                                               |  |                | Fridrich Vilém III.                     |  |  |  |  |  |  |  |                                                                 |
|                     |                                                               |  |                |                                         |  |  |  |  |  |  |  |                                                                 |
|                     | Šarlota Pruská                                                |  |                |                                         |  |  |  |  |  |  |  |                                                                 |
|                     |                                                               |  |                |                                         |  |  |  |  |  |  |  |                                                                 |
|                     |                                                               |  |                | Luisa Meklenbursko-Střelická            |  |  |  |  |  |  |  |                                                                 |
|                     |                                                               |  |                |                                         |  |  |  |  |  |  |  |                                                                 |
|                     | Olga Konstantinovna Romanovová                                |  |                |                                         |  |  |  |  |  |  |  |                                                                 |
|                     |                                                               |  |                |                                         |  |  |  |  |  |  |  |                                                                 |
|                     |                                                               |  |                | Fridrich Sasko-Altenburský              |  |  |  |  |  |  |  |                                                                 |
|                     |                                                               |  |                |                                         |  |  |  |  |  |  |  |                                                                 |
|                     | Josef Sasko-Altenburský                                       |  |                |                                         |  |  |  |  |  |  |  |                                                                 |
|                     |                                                               |  |                |                                         |  |  |  |  |  |  |  |                                                                 |
|                     |                                                               |  |                | Šarlota Georgina Meklenbursko-Střelická |  |  |  |  |  |  |  |                                                                 |
|                     |                                                               |  |                |                                         |  |  |  |  |  |  |  |                                                                 |
|                     | Alexandra Sasko-Altenburská                                   |  |                |                                         |  |  |  |  |  |  |  |                                                                 |
|                     |                                                               |  |                |                                         |  |  |  |  |  |  |  |                                                                 |
|                     |                                                               |  |                | Ludvík Württemberský                    |  |  |  |  |  |  |  |                                                                 |
|                     |                                                               |  |                |                                         |  |  |  |  |  |  |  |                                                                 |
|                     | Amálie Württemberská                                          |  |                |                                         |  |  |  |  |  |  |  |                                                                 |
|                     |                                                               |  |                |                                         |  |  |  |  |  |  |  |                                                                 |
|                     |                                                               |  |                | Henrietta Nasavsko-Weilburská           |  |  |  |  |  |  |  |                                                                 |
|                     |                                                               |  |                |                                         |  |  |  |  |  |  |  |                                                                 |